# Keskinen (ö i Egentliga Finland)
Keskinen är en ö i Finland. Den ligger i sjön Otajärvi och i kommunen Pyhäranta i den ekonomiska regionen Nystadsregionen och landskapet Egentliga Finland, i den sydvästra delen av landet, 200 km nordväst om huvudstaden Helsingfors. Öns area är 2,2 hektar och dess största längd är 250 meter i öst-västlig riktning.